# Taça de Portugal de Futsal Feminino de 2015–16
A edição da Taça de Portugal de Futsal Feminino referente à época de 2015/2016 decorreu entre 24 de Outubro de 2015 - 1ª Eliminatória - e 8 de Maio de 2016, data em que se disputou a final a qual teve lugar no Pavilhão Municipal da Póvoa de Varzim, Póvoa de Varzim.

## Taça de Portugal de Futsal 2015/2016

### Final
| Final                    | Final                                                                                                 |
| ------------------------ | --- |
| SL Benfica – Sporting CP | 2 – 2, 3 – 2 a.p. (Ana Gonçalves 13’, 46’ Jenny 25’ (p.b.) – Maria Martins, 14’ Jéssica Cordeiro 38’) |

### Meias-Finais
| EDCG - SL Benfica | 2 – 7 |  | Sporting CP - Novasemente | 3 – 0 |

### Quartos-de-Final
| Quartos-de-Final          | Quartos-de-Final | Quartos-de-Final | Quartos-de-Final         | Quartos-de-Final |
| ------------------------- | ---------------- | ---------------- | ------------------------ | ---------------- |
| Nun´Álvares - Novasemente | 0 – 2            |                  | Sporting CP - FC Vermoim | 3 – 0            |
| EDCG - At. Povoense       | 4 – 2            |                  | Del Negro - SL Benfica   | 2 – 3            |

### Oitavos-de-Final
| Oitavos-de-Final             | Oitavos-de-Final | Oitavos-de-Final | Oitavos-de-Final                  | Oitavos-de-Final |
| ---------------------------- | ---------------- | ---------------- | --------------------------------- | ---------------- |
| Nun´Álvares - Golpilheira    | 3 – 2            |                  | AA Universidade Évora - Del Negro | 0 – 3            |
| Valverde - EDCG              | 1 – 4 (a.p.)     |                  | Ourentã - FC Vermoim              | 2 – 6            |
| Novasemente - Louriçal       | 5 – 3            |                  | At. Povoense - 'Lusitano FCV      | 8 – 3            |
| Maria da Fonte - Sporting CP | 1 – 3 (a.p.)     |                  | SL Benfica - Santa Luzia          | 4 – 0            |

### 4ª Eliminatória
| 4ª Eliminatória                  | 4ª Eliminatória | 4ª Eliminatória | 4ª Eliminatória                        | 4ª Eliminatória |
| -------------------------------- | --------------- | --------------- | -------------------------------------- | --------------- |
| GDC Rio Moinhos - Nun´Álvares    | 2 – 7           |                 | Santa Clara - Ourentã                  | 3 – 4           |
| Lusitano FCV - Sporting Canidelo | 4 – 2           |                 | Quinta dos Lombos - SL Benfica         | 1 – 9           |
| ACD Castanheira - Santa Luzia    | 0 – 4           |                 | CADE - FC Vermoim                      | 2 – 23          |
| Novasemente - Chaves             | 3 – 1           |                 | Sporting CP - Restauradores Avintenses | 4 – 3           |
| NS Pombal - Golpilheira          | 1 – 4 (a.p.)    |                 | Barranha SC - Maria da Fonte           | 2 – 8           |
| Póvoa Futsal - Del Negro         | 3 – 5           |                 | Valverde - Alfenense                   | 3 – 2           |
| Santa Iria - EDCG                | 3 – 5           |                 | Leões Porto Salvo - Louriçal           | 2 – 3           |
| Posto Santo - At. Povoense       | 0 – 4           |                 | AA Universidade Évora - Cariense       | 7 – 1           |

### 3ª Eliminatória
| 3ª Eliminatória                   | 3ª Eliminatória     | 3ª Eliminatória | 3ª Eliminatória                             | 3ª Eliminatória |
| --------------------------------- | ------------------- | --------------- | ------------------------------------------- | --------------- |
| CB Aveiro - NS Pombal             | 3 – 5               |                 | FC S.Romão - Del Negro                      | 2 – 3           |
| Santa Clara - Os Bucelenses       | 6 – 3               |                 | Valverde - Soutelense                       | 5 – 3           |
| Cariense - SC Samouco             | 4 – 3               |                 | Casa Benfica Leiria - AA Universidade Évora | 0 – 2           |
| Santa Iria - Os Paulenses         | 1 – 0               |                 | EDCG - Silves                               | 7 – 0           |
| Juventus da Triana - Póvoa Futsal | 0 – 4               |                 | Amanhã Criança - Maria da Fonte             | 1 – 11          |
| CADE - CPR Pocariça               | 2 – 1               |                 | Barranha SC - Rumo Futuro                   | 5 – 1           |
| Gafanha - GDC Rio Moinhos         | 0 – 2               |                 | Alfenense - PARC-Pindelo                    | 3 – 2           |
| ACD Castanheira - Machados        | 4 – 4, (4 – 2) g.p. |                 | Lusitânia Lourosa - Posto Santo             | 3 – 5           |

### 2ª Eliminatória
| 2ª Eliminatória                | 2ª Eliminatória | 2ª Eliminatória | 2ª Eliminatória                  | 2ª Eliminatória |
| ------------------------------ | --------------- | --------------- | -------------------------------- | --------------- |
| Lordemão FC - NS Pombal        | 0 – 12          |                 | Seia FC - Barranha SC            | 2 – 11          |
| Santa Iria - Castromarinense   | 6 – 1           |                 | CPR Pocariça - VC Santarém       | 3 – 2           |
| CB Aveiro - Alves Roçadas      | 3 – 1           |                 | Murches - Os Paulenses           | 1 – 3           |
| PARC-Pindelo - AJEDC Tocha     | 3 – 2           |                 | Silves - AGU - Futsal            | 9 – 0           |
| Alfenense - CDC Santana        | 4 – 3           |                 | Lôgo Deus - Santa Clara          | 0 – 4           |
| Oliv. Douro - Póvoa Futsal     | 2 – 10          |                 | São Pedro Castelões - FC S.Romão | 0 – 5           |
| AA Universidade Évora - Vidais | 6 – 4           |                 | Machados - NJ Proença-a-Nova     | 2 – 0           |
| Amanhã Criança - Desp. Ordem   | 5 – 2           |                 |                                  |                 |

### 1ª Eliminatória
| 1ª Eliminatória                     | 1ª Eliminatória | 1ª Eliminatória | 1ª Eliminatória                      | 1ª Eliminatória |
| ----------------------------------- | --------------- | --------------- | ------------------------------------ | --------------- |
| Tojeira - Posto Santo               | 1 – 8           |                 | Penedono - Soutelense                | 3 – 6           |
| Deucriste SC - São Pedro Castelões  | 0 – 1           |                 | Santa Clara - Varge Mondar           | 6 – 4           |
| Armamar - Alves Roçadas             | 0 – 24          |                 | Seia FC - União 21                   | 6 – 0           |
| Benfica Leiria - Fazendense         | 2 – 1           |                 | Machados - UDR Quinta do Conde       | 2 – 0           |
| Rumo Futuro - Santo Cristo          | 4 – 2           |                 | GD Ilha - Valverde                   | 1 – 7           |
| Benfica do Ribatejo - Os Bucelenses | 0 – 5           |                 | CRD Miratejo - GDC Rio Moinhos       | 3 – 5           |
| Tabuense - Gafanha                  | 0 – 2           |                 | FC S.Romão - GD Figueiredo           | 3 – 0           |
| NJ Proença-a-Nova - Gândaras        | 6 – 2           |                 | Pioneiros Bragança - ACD Castanheira | 0 – 5           |
| CS São João - CADE                  | 2 – 6           |                 | Maria da Fonte - Rio Ave             | 3 – 2           |
| SC Samouco - União da Serra         | 7 – 1           |                 | Nova Morada - AA Universidade Évora  | 0 – 4           |
| Eléctrico - Cariense                | 0 – 1           |                 | Lusitânia Lourosa - Águia FC Vimioso | 10 – 1          |
| EDCG - ARDC Geração Lendária        | 3 – 0           |                 | Ginásio do Sul - Del Negro           | 2 – 8           |
| Castromarinense - GD Operário       | 5 – 4           |                 | Juventus da Triana - CB Mortágua     | 4 – 2           |
| VC Santarém - CF Santa Clara        | 3 – 2           |                 |                                      |                 |

Nota: Ficaram isentas na 1.ª eliminatória as seguintes equipas: Póvoa Futsal C.; CCD Ordem; AC Alfenense; CDC Santana; PARC Pindelo; ASS Amanhã Criança; Barranha SC; Casa Benfica Aveiro; CF Oliveira Douro; Assoc. Jovens Tocha; UD Lôgo Deus; Lordemão FC; ASS Granja Ulmeiro; NS Pombal; Centro Pocariça; Amigos Vidais Futsal; CF Os Paulenses; CF Santa Iria; Silves FC e GR Familiar Murches